# Faustinus
|  | Denne artikel er oprettet af botten Steenthbot ud fra en ekstern database. Den kan derfor have sproglige fejl eller mangler. Denne skabelon kan fjernes efter kontrol af indholdet. |

Faustinus er en dansk dokumentarisk optagelse fra 1906 instrueret af Peter Elfelt.

## Handling
Spiritistisk scene med medie og to 'ånder', optaget i Elfelts atelier. 
F.P. Faustinus (1868-1946) var aktiv på det spirituelle og okkulte område.